# Xestia virescens
Xestia virescens là một loài bướm đêm trong họ Noctuidae.